# 尼日利亞航空2120號班機空難
奈及利亞航空2120號班機是一班從沙地阿拉伯吉達飛往奈及利亞索科托的班機。1991年7月11日，飛機從沙地阿拉伯阿卜杜勒-阿齊茲國王國際機場起飛後著火墜毀，機上261人全部罹難。

## 飛機與機組
執飛該班機的客機是一架1968年製造的道格拉斯DC-8-61，註冊編號C-GMXQ，由加拿大國家航空擁有，该机曾服役于美国东方航空和日本航空。這機型是國家航空的主要機型。事件發生時，這架飛機濕租給奈及利亞航空；而奈及利亞航空又將飛機租給另一間公司用來運載奈及利亞朝聖者來往麥加。
機組由三人組成：47歲的機長威廉·亞倫（William Allan）擁有10,700飛行時數，其中1,000小時在DC-8上；而36歲的副機長肯特·戴維奇（Kent Davidge）擁有8,000飛行時數，其中550小時在該型客機上；46歲的飛航工程師維克多·費爾（Victor Fehr）有7,500飛行時數，其中1,000小時在同型號客機上。

## 空難經過
客機從阿卜杜勒-阿齊茲國王國際機場出發前往薩迪克·阿布巴卡爾三世國際機場，但起飛後不久機組人員就發現飛機出了問題。機組人員試圖返回機場進行緊急降落，但飛機在空中著火並解體，最終在距離34L跑道前2,875（9,432英尺）的地方墜毀。
飛機在距離機場18（11英里）、高度為671（2,201英尺）時，已經有一部分乘客的屍體掉落地面，這表明大火當時至少已經蔓延到一部分的飛機客艙地板。機上261人，包括247名乘客和14名機組人員全部罹難。
截至2012年2月，這起空難依然是涉及道格拉斯DC-8客機的死亡人數最多的空難，也是沙烏地阿拉伯繼沙烏地阿拉伯航空163號班機空難後的第二致命空難。

## 事件原因
起飛之前，飛機技術員組長注意到飛機的「第二和第四號輪胎的氣壓低於簽派班機的最低標準」，於是準備為它們充氣，但要充進輪胎氮氣當時沒有提前準備好；而經理為了不願意讓航班延遲，於是漠視該問題的存在，將飛機派遣到航班中。當飛機在滑行時，沒充滿氣的二號輪胎令負載轉移到了同輪軸上的一號輪胎上，造成「一號輪胎嚴重曲折、過熱以及結構弱化。」「一號輪胎早已在起飛滑跑之前發生故障」，二號輪胎幾乎立即也發生了故障。輪胎在之後「無故」停止了轉動，機輪與跑道地面的摩擦產生足夠的熱量引發輪胎自燃。機組意識到飛機出現了問題，但不清楚問題究竟有多嚴重。因為飛機沒有在機輪處配備火警或過熱檢測裝置。副機長對問題的討論被錄入到黑匣子當中，他曾說「我們輪胎破了，你發現嗎？」（We gotta flat tire, you figure?）加拿大運輸安全委員會的成員在紀錄片《空中浩劫》中表示，對於道格拉斯DC-8起飛滑跑期間輪胎故障的標準處理程序中，沒有包含因輪胎和機輪故障而中斷起飛這一程序，所以機長決定繼續起飛。
起落架收回機艙後，「正在燃燒的輪胎橡膠被拉到了液壓和電力系統組件的附近」，造成液壓和客艙增壓系統的失效並引起飛機結構性的損壞，同時讓飛機失去控制。美國國家運輸運輸安全委員會（NTSB）事後判斷，「如果機師沒有收回起落架」，空難則可能避免。而可能因為中央油箱被燒穿，機上的燃油使火勢加劇，最終大火吞噬了整個客艙地板。當大火燒斷機上乘客座椅與飛機相連的地方時，乘客從飛機上掉落。「儘管大火破壞了客機的大部分地方，飛機看起來直到墜毀之前依然可以受到控制。」

## 後續發展
一塊紀念空難的石碑放置在多倫多皮爾遜國際機場大多倫多機場管理局的總辦公室外。紀念石碑包括了一塊飾板和一棵櫻桃樹，它們是事後由國家航空的空中乘務員出資建造的。
這起空難，加上國家航空在準時率以及機件問題上名聲惡劣，給該公司的公眾形象和對其旅遊運輸業者的可靠性帶來嚴重問題。這些事情使國家航空雪上加霜，在1991年11月19日，公司將空中乘務員工會的員工停工並用工賊代替他們。這次停工持續了15個月，直到1993年初才結束，國家航空也發現公司自身陷入了嚴重的財務問題當中。當時，國家航空欠下加拿大政府數百萬落地費沒有付清。一些債權人開始扣押飛機並且要求付清債務。國家航空在1993年5月宣布破產，欠下7,500萬加元的債務。
1997年，國家航空及其母公司Nolisair的持有者羅伯特·奥巴代亚（Robert Obadia）承認總計八項的在關於公司業務上的詐騙行為。
國家地理頻道空難紀錄片《空中浩劫》在第10季第9集講述了這次空難，劇集標題為「Under Pressure」。

## 外部連結
- Cockpit Voice Recorder Database （页面存档备份，存于）
- Nationair history site （页面存档备份，存于）
- Accident history for King Abdulaziz International Airport （页面存档备份，存于）